# Brooker (Florida)
Brooker es un pueblo ubicado en el condado de Broward en el estado estadounidense de Florida. En el Censo de 2010 tenía una población de 338 habitantes y una densidad poblacional de 246,7 personas por km².

## Geografía
Brooker se encuentra ubicado en las coordenadas 29°53′16″N 82°19′58″O / 29.88778, -82.33278. Según la Oficina del Censo de los Estados Unidos, Brooker tiene una superficie total de 1.37 km², de la cual 1.37 km² corresponden a tierra firme y (0%) 0 km² es agua.

## Demografía
Según el censo de 2010, había 338 personas residiendo en Brooker. La densidad de población era de 246,7 hab./km². De los 338 habitantes, Brooker estaba compuesto por el 92.9% blancos, el 5.33% eran afroamericanos, el 0% eran amerindios, el 0.3% eran asiáticos, el 0% eran isleños del Pacífico, el 1.48% eran de otras razas y el 0% pertenecían a dos o más razas. Del total de la población el 2.37% eran hispanos o latinos de cualquier raza.